# Стрибки у воду на Чемпіонаті світу з водних видів спорту 1991
Змагання зі стрибків у воду на Чемпіонаті світу з водних видів спорту 1991 відбулися на Клермонт-Супердромі в Перті (Австралія).

## Таблиця медалей
| Місце               | Країна               | Золото | Срібло | Бронза | Загалом |
| ------------------- | -------------------- | ------ | ------ | ------ | ------- |
| 1                   | КНР (CHN)            | 4      | 2      | 1      | 7       |
| 2                   | США (USA)            | 1      | 2      | 1      | 4       |
| 3                   | Нідерланди (NED)     | 1      | 0      | 0      | 1       |
| 4                   | СРСР (URS)           | 0      | 2      | 1      | 3       |
| 5                   | Німеччина (GER)      | 0      | 0      | 2      | 2       |
| 6                   | Чехословаччина (TCH) | 0      | 0      | 1      | 1       |
| Загалом (6 збірних) | Загалом (6 збірних)  | 6      | 6      | 6      | 18      |

## Медальний залік

### Чоловіки
| Дисципліна    | Золото                      | Срібло                  | Бронза                         |
| Трамплін, 1 м | Едвін Йонґеянс (NED) 588.51 | Марк Лензі (USA) 578.22 | Ван Їцзє (CHN) 577.86          |
| Трамплін, 3 м | Кент Ферґюсон (USA) 650.25  | Тань Лянде (CHN) 643.95 | Альбін Кіллат (GER) 619.77     |
| Вишка, 10 м   | Сунь Шувей (CHN) 626.79     | Сюн Ні (CHN) 603.81     | Георгій Чоговадзе (URS) 580.68 |

### Жінки
| Дисципліна    | Золото                | Срібло                      | Бронза                          |
| Трамплін, 1 м | Ґао Мінь (CHN) 478.26 | Венді Лусеро (USA) 467.82   | Гайдемаріе Бартова (TCH) 449.76 |
| Трамплін, 3 м | Ґао Мінь (CHN) 539.01 | Ірина Лашко (URS) 524.70    | Бріта Бальдус (GER) 503.73      |
| Вишка, 10 м   | Фу Мінся (CHN) 426.51 | Олена Мірошина (URS) 402.87 | Венді Ліан Вільямс (USA) 400.23 |